# Diner-Dénes József
Diner-Dénes József, Diener-Dénes József, 1917-ig Diner (Liptószentmiklós, 1857. június 27. – Párizs, 1937. augusztus 5.) szociáldemokrata politikus, művészettörténész, író, újságíró, lapszerkesztő.

## Élete
Diener Móric magánzó és Diener Netti fiaként született. Egyetemre Bécsben, Drezdában, Párizsban és Brüsszelben járt; mérnöki tanulmányokat folytatott, melyek elvégzése után fizikát, kémiát, régészetet, filozófiát, illetve művészettörténetet is hallgatott. 1881-ben a Magyar Nemzeti Múzeumnál kezdett dolgozni, tanulmányai Magyarországon és külföldön is megjelentek. Berlinben a Freie Bühne című lap munkatársa volt, majd Budapesten Katona Lajossal létrehozta az Élet című periodikát. 1906-ban felvették a Demokratia szabadkőműves páholyba, amelyből 1908-ban átlépett a Martinovics páholyba.
1906 és 1910 között a Munka Szemléje szerkesztője volt, ezután pedig az Irodalmi Szalon című könyvtárat vezette. Munkatársa volt a Szocializmusnak is, illetve a Neues Pester Journalnak. Belépett a szociáldemokrata pártba, s 1918-ban a Károlyi Mihály vezette kormány külügyi államtitkára lett, a kommün alatt pedig Párizsban teljesített szolgálatot. Később – a diktatúra miatt az USA-ba emigrált, majd Párizsba, ahol a szocialista szellemiségű lap, a Populaire alkalmazta. 
Léon Blum baráti köréhez tartozott. 1927-ben megírta La Hongrie című értekezését a magyar frankhamisítási botrány hátteréről, melyhez Blum irt előszót. Karl Marxról készített életrajza 1933-ban jelent meg francia nyelven. Szervezője volt az első munkásmozgalmi múzeumnak, a Kommunista Proletár Múzeumnak.
Felesége Reich Emma volt, akit 1893. március 14-én Budapesten vett nőül.

## Művei
- Az elefántcsont faragás története (Művészi Ipar, 1890)
- Vergangenheit und Zukunft (Budapest, 1896)
- Leonardo da Vinci és a Renaissance kialakulása (Budapest, 1906)